# This Is Only the Beginning
This Is Only the Beginning – drugie demo fińskiej metalowej grupy HIM, wydane w 1995 roku.

## Lista utworów

### strona 1 ("Lepakko")
1. "Serpent Ride" – 4:29
2. "Borellus" – 4:18
3. "The Heartless" – 5:33

### strona 2 ("Tapanila")
1. "Stigmata Diaboli" – 2:49
2. "Wicked Game" – 4:06 (Chris Isaak cover)
3. "The Phantom Gate" – 4:46

## Twórcy
- Ville Valo – wokal
- Mikko Paananen – gitara basowa
- Lily Lazer – gitara
- Juhana Rantala - perkusja
- Antto Melasniemi – keyboard
- Oki - gitara rytmiczna